# Job (auteur)
« André Jobin » redirige ici. Pour les autres significations, voir André Jobin (homonymie).
Pour les articles homonymes, voir Job.
Job, nom d’artiste d'André Jobin, né le 25 octobre 1927 à Delémont et mort le 8 octobre 2024 à Nîmes, est un scénariste de bande dessinée, binational franco-suisse.
Il est surtout connu pour avoir créé avec Derib la série jeunesse Yakari.

## Biographie

### Origines et études
André Arnold Marius Jobin naît le 25 octobre 1927 à Delémont, alors dans le canton de Berne. Binational franco-suisse, il est originaire de Saignelégier, dans les Franches-Montagnes.
Il est diplômé de l’École supérieure de journalisme de Lille et de l'Institut des sciences sociales et politiques de Lille.

### Parcours professionnel
Journaliste dans différents supports, notamment au Pays de 1953 à 1958 puis, après l'échec du lancement de l'hebdomadaire Samedi-Jura en 1959, au Journal de Montreux et à Construire,, il est le fondateur, en 1964, d'une revue destinée aux écoliers : Le Crapaud à Lunettes. Il en assure seul la rédaction des 421 numéros.
En 1967, il crée avec le dessinateur Derib la série humoristique Pythagore, dont il auto-édite deux albums à la fin de la décennie. En 1969, tous deux créent Yakari, une série mettant en scène un petit Indien d'Amérique du Nord à une époque située après la découverte de l'Amérique par les Européens et avant la conquête de l'Ouest. Cette série rencontre rapidement le succès. Il cède sa place de scénariste lors du 39e album de la série publié en 2016.
Il crée en 1974 le magazine mensuel Yakari et le dirige pendant vingt ans. C'est son fils qui lui succède jusqu'à la disparition du magazine à la fin 1995.

### Parcours politique
André Jobin fait partie du comité directeur du Rassemblement jurassien.

### Vie privée
Marié à une Française, née Enderlin, et père de quatre enfants, il vit à partir de 2000 à Nîmes, après avoir vécu à Évian et sur la Riviera vaudoise.

### Mort
André Jobin meurt le 8 octobre 2024 à Nîmes à l'âge de 96 ans,.

## Prix
- 1983 : Prix Jeunesse avec Derib pour Yakari[13]
- 1991 : « Maîtrise d'honneur » du festival de Sierre pour l'ensemble de son œuvre
- 2006 : Prix jeunesse 7-8 ans du festival d'Angoulême pour Yakari, t. 31 (avec Derib)